# Coregonus danneri
Coregonus danneri (in het Duits: Riedling) is een endemische soort marene of houting van het geslacht Coregonus (onderfamilie houtingen). Het is een endemische vissoort in een meer in Oostenrijk.

## Kenmerken
Coregonus danneri is gemiddeld 22 cm. De bek is eindstandig en de snuit is afgerond. De borst- en buikvinnen zijn doorschijnend geel of lichtgrijs. De rug is geel-bruin. Het aantal kieuwboogaanhangsels is meestal 34 tot 36, het aantal schubben op de zijlijnorgaan is 76 tot 88.

## Verspreiding en leefgebied
Deze houtingsoort heeft een zeer klein verspreidingsgebied van minder dan 25 km². Hij komt alleen voor in de Traunsee of Gmundner See in Opper-Oostenrijk. De vis leeft voornamelijk op grote diepte (40 tot 60 m) in het meer, maar 's zomers ook wel dicht bij het wateroppervlak. De vis paait in de oeverzone van het meer. De paaitijd ligt tussen half oktober en begin maart.

## Status
Binnen een periode van 30 jaar zijn kruisingen met andere houtingen waargenomen. Er wordt echter aangenomen dat deze hybriden de oorspronkelijke populatie niet hebben aangetast, omdat hybriden zich meestal niet vermenigvuldigen. Desalniettemin vormen de introducties van andere houtingsoorten een potentiële bedreiging voor C. danneri. Daarom staat deze soort als kwetsbaar op de Rode Lijst van de IUCN.